# Louis Raimbourg
Louis Raimbourg, né le 31 octobre 1900 à Doudeville et mort le 4 janvier 1985 à Dieppe, est un athlète français spécialiste du lancer du marteau.

## Biographie
Louis Raimbourg effectue son service militaire au 83e régiment d'artillerie lourde de 1920 à 1922. C'est en 1926 dans le domaine des lancers qu'il se signale pour la première fois sous les couleurs de l'Évreux Athletic Club. Le lancer du marteau devient rapidement son arme favorite avec un premier record de Basse-Normandie à 35,32 m. En 1927, il change d'univers et sous les couleurs du Stade français, il obtient sa première cape internationale pour un match France/Angleterre. Aux championnats de France, il réalise un lancer à 41,28 m. En 1928, il renouvèle ses performances, et bat son propre record de France avec 48,77 m[Information douteuse] lors d'une exhibition lors du Challenge des Mutilés le 17 juin à Évreux. Il est sélectionné semble-t-il aux JO d'Amsterdam[réf. souhaitée] et pour un match France-Italie-Suisse.
En 1929, il revient à l'Évreux Athletic Club pour terminer sa carrière. Il obtient de nouveau un titre de champion de France avec un lancer à 42,10 m et établit un nouveau record de France avec 42,74 m au stade Hélitas de Caen.
Cet athlète hors norme partira sur Paris pour y exercer la profession de déménageur de piano puis de chauffeur de taxi. Il est mobilisé pendant la Seconde Guerre mondiale. Il finira ses jours près de sa terre natale à Varengeville-sur-Mer et décèdera le 4 janvier 1985.

### Palmarès
- Championnats de France d'athlétisme :
  - vainqueur du concours du lancer du marteau en 1927 et 1929[8].

## Source
- La Dépêche normande, 1926, 1927, 1928, 1929.
- Mairie de Dieppe, acte de décès, 1985.